# 桑騰編年史

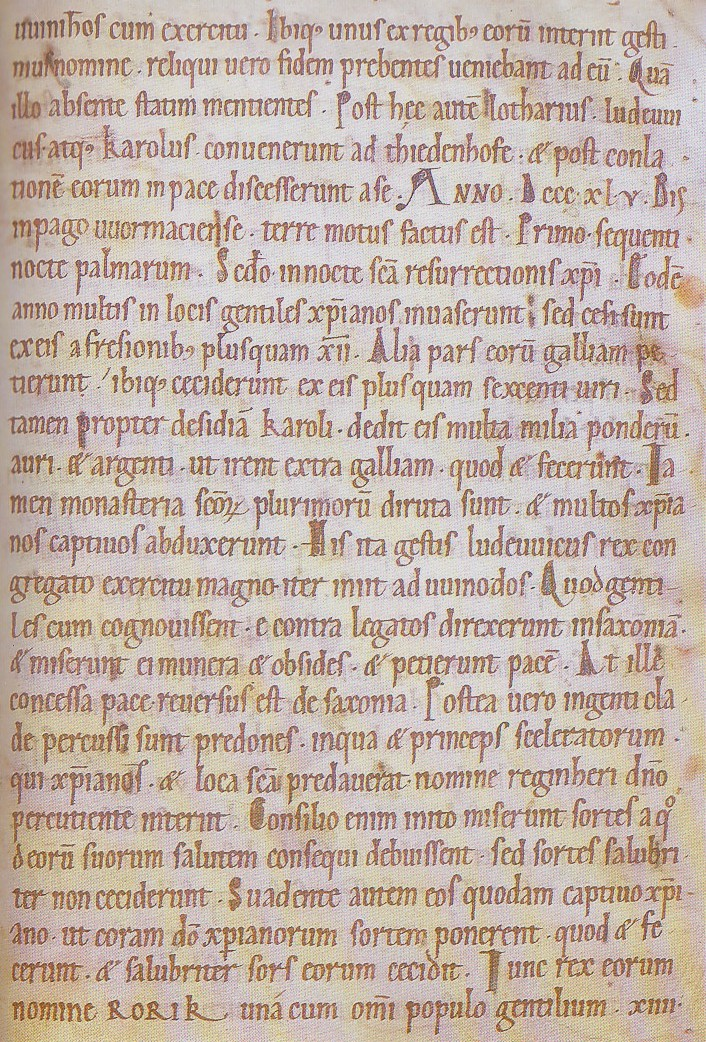
桑騰編年史的其中一頁。

《桑腾編年史》是一系列以編年體撰寫的史册。很可能是在洛爾施隱修院編纂的 。該編年史复盖了832至852年間和科隆873年的歷史。作者很可能是Gervard，一个国王的牧师，但他的继任者是未知的。它對于832至873年間，构成了一个独立的信息来源並且被用来验证《法兰克王国編年史》。

## 手抄本
《桑腾編年史》存在三个手抄本。最古老的是現今保存在伦敦的大英圖書館，屬於Cotton library的codex Tiberius C.xi。这个手抄本於十五世紀在乌得勒支編寫，且由於时间的關係已嚴重損壞。在古文字學的基礎上，得出的结论是，本文是於十一世紀撰寫的。 两个其他的手抄本中含有的这些记录已被用作protographe。 該編年史得以被眾人所知，是由於1829年德國中世紀研究所發布的。

## 说明
保存于手抄本的桑騰編年史，描述了640至789年間的歷史事件。它在十二世紀通過一个在艾格蒙修道院的僧侣在《特里爾的聖馬克西曼編年史》基础上所編纂的。

## 第一作者
事实上，《桑騰編年史》是由两个作者於790年起開始編纂的。第一位是Gervard Gendsky——皇帝虔誠者路易的首席图书管理员，接著成為了洛爾施隱修院的僧侣——描述了860年的歷史事件。790至829年的描述經過非常短，直到797年，它們还引用了《特里爾的聖馬克西曼編年史》，以及797年至811年，它們還符合了《法兰克王国編年史》。 下一个時期，編年史成為了獨立的文獻，这使得我們猜測Gervard描述的是当代的歷史事件。身為一個洛泰尔一世的擁護者，Gervard描述了他的统治，並只记录了其良好的事蹟，批评他的对手日耳曼人路易和禿頭查理。這位編年史家主要感兴趣的是菲士蘭所发生的事件。852年後编年史的信息量大幅度减少，这可能是因Gervard的年邁所致。隨著其860年的死亡，编写史的撰寫被迫暂时停止。

## 第二作者
約於870年時，編年史透過一位在科隆的無名牧师得以被續寫。 他重新修飾了Gervard 852至860年間的文本，然后描述了873年的歷史事件。他的贡献是基于个人的觀察。他主要感兴趣的是，有关他的家乡及周边地区的事件。不像Gervard，《桑騰編年史》的第二作者，是日耳曼人路易的支持者。《桑騰編年史》的末尾已經遺失了，因此我們不知道第二作者在哪一年继续了他的工作。

## 價值
《桑騰編年史》是珍貴的历史源。它們常常补充《聖貝爾坦編年史》和《弗爾達編年史》关于維京人在弗里西亞和洛泰爾王國的行动以及日耳曼人路易，禿頭查理和皇帝洛泰爾二世對於神聖羅馬帝國繼承權之间的关系。 該編年史在中世纪是鲜为人知的，隨後的编年史也几乎都没有引用它們。按时间顺序來說，该編年史接近《聖瓦阿斯編年史》，它们往往彼此互补。

## 外部連結
- Annales Xantenses